# Steinkiste von Kastlösa
Die 2011 entdeckte Steinkiste von Kastlösa (schwedisch Hällkista i Kastlösa) auf der Insel Öland, in der Provinz Kalmar län in Schweden, lag ohne sichtbare Markierung im Kiesbett unter der Ackerkrume. Kastlösa ist eine zur Gemeinde Mörbylånga gehörende Ortschaft (Tätort) im südlichen Teil der Insel. Die kleine, Nord-Süd orientierte Steinkiste (schwedisch Hällkista) misst 1,5 × 0,6 m, ihre Deckenplatte ist in zahlreiche Stücke zerbrochen. Neolithische Monumente sind Ausdruck der Kultur und Ideologie neolithischer Gesellschaften. Ihre Entstehung und Funktion gelten als Kennzeichen der sozialen Entwicklung.
Von der Art und Größe her ist zu vermuten, dass es sich um ein weiteres Kindergrab der Eisenzeit handelt, da bemerkenswert viele Steinkisten in der engeren Nachbarschaft Kinderbestattungen bargen. Nördlich von Kastlösa wurden in der ersten Hälfte des 20. Jahrhunderts vier Steinkisten untersucht, von denen drei Kinderbestattungen enthielten. Etwa einen Kilometer südlich liegt das Gräberfeld von Bjärby (nicht identisch mit dem Runensteinfundort auf Öland). Hier wurden in den 1970er Jahren etwa 80 Steinkisten mit Kinderbestattungen, aber nur etwa 20 von Erwachsenen aus der römischen Eisenzeit gefunden. Dies ist eine ungewöhnliche Häufung von Kindergräbern, die die Frage aufwirft, ob es sich um eine Epidemie oder eine besondere lokale oder regionale Tradition handelt. Durch die Verwendung neuer anspruchsvollerer analytischer Methoden soll eine Antwort auf diese Frage gefunden werden.